# Claes Strömfelt
Claes Fredrik Strömfelt, född 9 maj 1818 i Östra Eneby församling, Östergötlands län, död 7 november 1899 i Ryssland, var en svensk hovman.

## Biografi
Claes Strömfelt föddes 1818 på Marieborgs herrgård i Östra Eneby socken. Han var son till generalmajoren Carl Melker Strömfelt och grevinnan Fredrika Cronstedt. Strömfelt blev 21 september 1835 fanjunkare vid Svea livgardet och avlade 12 maj 1837 officersexamen. Han blev 16 februari 1838 underlöjtnant vid Södermanlands regemente, 28 maj 1842 löjtnant och 17 september 1856 kapten. Strömfelt blev 29 maj 1858 kammarherre hos änkedrottningen och blev 1860 tjänstfri vid hovet. Han tog 19 maj 1863 avsked ur krigstjänsten och blev samma år rysk adelsman och undersåte. Strömfelt fick 1876 tillstånd av kungliga majestät att besitta Tärnö fideikommiss. Han tilldelades 26 februari 1877 riddare av Svärdsorden och 1 april 1893 kommendör av andras klassen av Vasaorden. Strömfelt avled 1899 på Terenga i Simbirsk.

### Egendom
Strömfelt ägde Terenga, Epifanowka, Papowka, Timersani och Wolojnikowka i Ryssland.

### Familj
Strömfelt gifte sig 7 november 1863 i S:t Petersburg med Sonja Skrebitskij (1828–1893), dotter till ryska statsrådet Alexander Skrebitskij. Sonja Skrebitskij var tidigare gifte med löjtnanten greve Johan Adam Cronstedt.

## Utmärkelser
- Riddare av Svärdsorden,  26 februari 1877[1]
- Kommendör av Vasaorden,  1 april 1893[1]

[Redigera Wikidata]